# Nik Bärtsch
Nik Bärtsch (født 3. august 1971) er en schweizisk pianist, komponist og producer fra Zürich. Han bor i Zürich og Berlin. Bärtsch begyndte at spille klaver og percussion i en alder af 8 år. I 1997 fik han afgangseksamen fra Musikhochschule Zürich. I årene mellem 1989 og 2001 studerede han filosofi, lingvistik og musikvidenskab på universitetet i Zürich. Han var instruktor i Praktisk Æstetik på Musikhøjskolen Zürich/Winterthur (2000-2003). Derefter boede han et halvt år i Japan. 

## Musik og karriere
Nik Bärtsch arbejder i tre musikalske konstellationer: Som solomusiker, med den akustiske gruppe Mobile og med 'zen-funk' gruppen Ronin. Som solomusiker spiller han sine egne kompositioner på prepareret piano med percussion. Mobile spiller ren akustisk musik i sessions op til 36 timer ad gangen. I disse sessions indgår også lys- og rumdesign. Ronin spiller rytmisk komplekse kompositioner med elementer fra jazz, funk og rock. Siden 1997 har Mobile bestået af Kaspar Rast (trommer), Mats Eser (bas) og Don Li (klarinet, saxofon) foruden Bärtsch. I 2001 startede Ronin med Kaspar Rast (trommer) og Björn Meyer (bas) foruden Bärtsch; Andi Pupato (percussion) kom med under indspilningerne til deres første udgivelse Randori. I 2006 kom Sha (klarinet, saxofon) med og medvirkede på Stoa, der blev udgivet på ECM Records. Bärtschs tidligere projekter var udgivet på Ronin Rhythm Records, men i 2006 begyndte han at udgive musik på ECM.

## Udgivelser

### Nik Bärtschs Ronin
- 2018 Awase, ECM
- 2012 Live, ECM
- 2010 Llyria, ECM
- 2008 Holon, ECM
- 2006 Stoa, ECM
- 2004 Rea, Ronin Rhythm Records
- 2003 Live, Ronin Rhythm Records
- 2002 Randori, Ronin Rhythm Records

### Nik Bärtschs Mobile
- 2016 Continuum, ECM
- 2004 Aer, Ronin Rhythm Records
- 2001 Ritual Groove Music, Ronin Rhythm Records

### Nik Bärtsch (solo)
- 2002 Hishiryo, Ronin Rhythm Records

## Eksterne links
- Wikimedia Commons har flere filer relateret til Nik Bärtsch
- Official Homepage
- Nik Bärtsch's Ronin på MySpace
- Nik Bärtsch på Allmusic
- "In Conversation with Nik Bärtsch" Arkiveret 15. april 2008 hos  Wayback Machine af Stuart Nicholson (Jazz.com Arkiveret 21. oktober 2015 hos  Wayback Machine).